# Outback

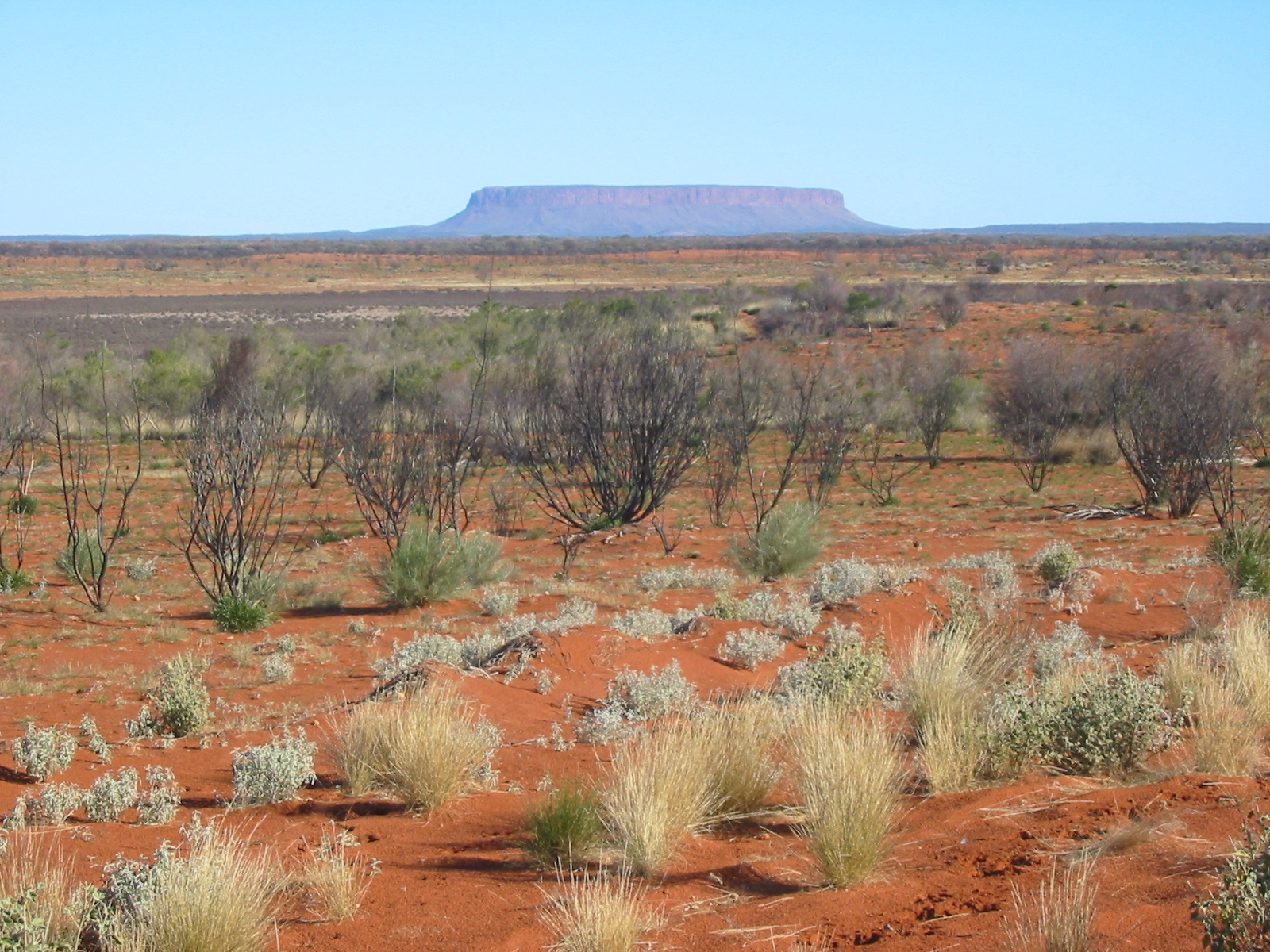
Outback in centraal Australië

In Australië worden met het begrip outback ("binnenland" of "rimboe"; "afgelegen gebied") de regio's aangeduid die ver van de bewoonde wereld verwijderd liggen. De outback beslaat bijna driekwart van Australië en strekt zich hoofdzakelijk uit over het Noordelijk Territorium en West-Australië, en delen van de deelstaten Queensland, New South Wales en Zuid-Australië.
Onder het begrip outback vallen verschillende landschappen en klimaatzones. Grote delen van de outback in West-Australië zijn ontoegankelijk: soms valt hier in jaren geen regen, terwijl in de zomer de temperatuur tot boven de 50 °C oploopt. De outback van Queensland bestaat daarentegen deels uit tropisch regenwoud.

## Karakteristieken van de outback
- Slechts enkele geasfalteerde wegen zijn aanwezig. Boerderijen (stations) liggen veelal aan zandpaden die alleen met terreinvoertuigen te berijden zijn. Het is geen uitzondering wanneer een boerderij 80 kilometer van de geasfalteerde weg verwijderd ligt.
- Boerderijen zijn op zelfverzorging ingericht. Het is geen probleem wanneer wekenlang geen supermarkt kan worden bezocht.
- Nederzettingen met enkele huizen, een tankstation, een supermarkt, een garage, een bank en horeca liggen honderden kilometers uit elkaar.
- Kinderen krijgen onderwijs op afstand via de radio (School of the Air) en internet.
- Bij ernstige ziektes en ongevallen wordt een beroep gedaan op de Royal Flying Doctor Service (RFDS).
- Kamelen werden in 1870 uit het Midden-Oosten ingevoerd. Ze leven deels op farms, deels in het wild.
- Van de circa 300.000 Aborigines (circa 1,5% van de totale bevolking van Australië) woont ongeveer 20% in de outback, de meesten van hen in reservaten.

## Toeristische trekpleisters
De bekendste toeristische bestemmingen in de outback zijn:
- Het Rode Centrum met het Nationaal park Uluṟu–Kata Tjuṯa (Ayers Rock en de Olga's)
- Het regenwoud van het Top End met Nationaal park Kakadu.